# Авиан
Авиан (на латински: Avianus) е късноримски писател, автор на басни в стихове.
Няма преки сведения за живота на Авиан. Въз основа на неговите текстове се предполага, че е живял през IV-V век и че е езичник. Запазен е негов сборник от 42 басни, посветени на някой си Теодосий. Има предположения, че става дума за Амбросий Теодосий Макробий или за император Теодосий II.
Почти всички басни в сборника присъстват и в този на Бабрий, който е писан на гръцки език. Самият Авиан казва, че е направил поетична преработка на по-ранен груб латински превод, най-вероятно прозаичен. Езикът и метриката на басните на Авиан са правилни, въпреки някои отклонения от класическата употреба на пентаметъра. За неговия стил са характерни пространствени метафори, цветисти епитети, заимствания на цели изражения от Вергилий.
Сборникът придобива популярност през Средновековието като учебна книга. Не са редки коментарите, преразказите и имитациите на басните, като например „Novus Avianus“ на Александър Некам от XII век.